# Joseph Guédé Gnadou
Joseph Guédé Gnadou (Abidjan, 28 agosto 1994) è un calciatore ivoriano, attaccante dell'Al-Wehdat.

## Palmarès

### Club

#### Competizioni nazionali
- Coppa di Giordania: 1

Al-Wehdat: 2024-2025